# Chrysops wileyae
Chrysops wileyae är en tvåvingeart som beskrevs av Philip 1955. Chrysops wileyae ingår i släktet Chrysops och familjen bromsar. Inga underarter finns listade i Catalogue of Life.